# Agrostis marojejyensis
Agrostis marojejyensis é uma espécie de gramínea do gênero Agrostis, pertencente à família Poaceae.